# Laganás
Laganás (Laganas) är en ort i Grekland.   Den ligger i prefekturen Nomós Zakýnthou och regionen Joniska öarna, i den sydvästra delen av landet, 250 km väster om huvudstaden Aten. Laganás ligger 17 meter över havet och antalet invånare är 729. Den ligger på ön Zakynthos.
Terrängen runt Laganás är kuperad västerut, men norrut är den platt. Havet är nära Laganás åt sydost.  Närmaste större samhälle är Zákynthos, 6,2 km norr om Laganás. 